# Vincenzo Mollica
Vincenzo Mollica (Formigine, 27 gennaio 1953) è un giornalista, scrittore, disegnatore, autore, conduttore televisivo e radiofonico italiano.

## Biografia

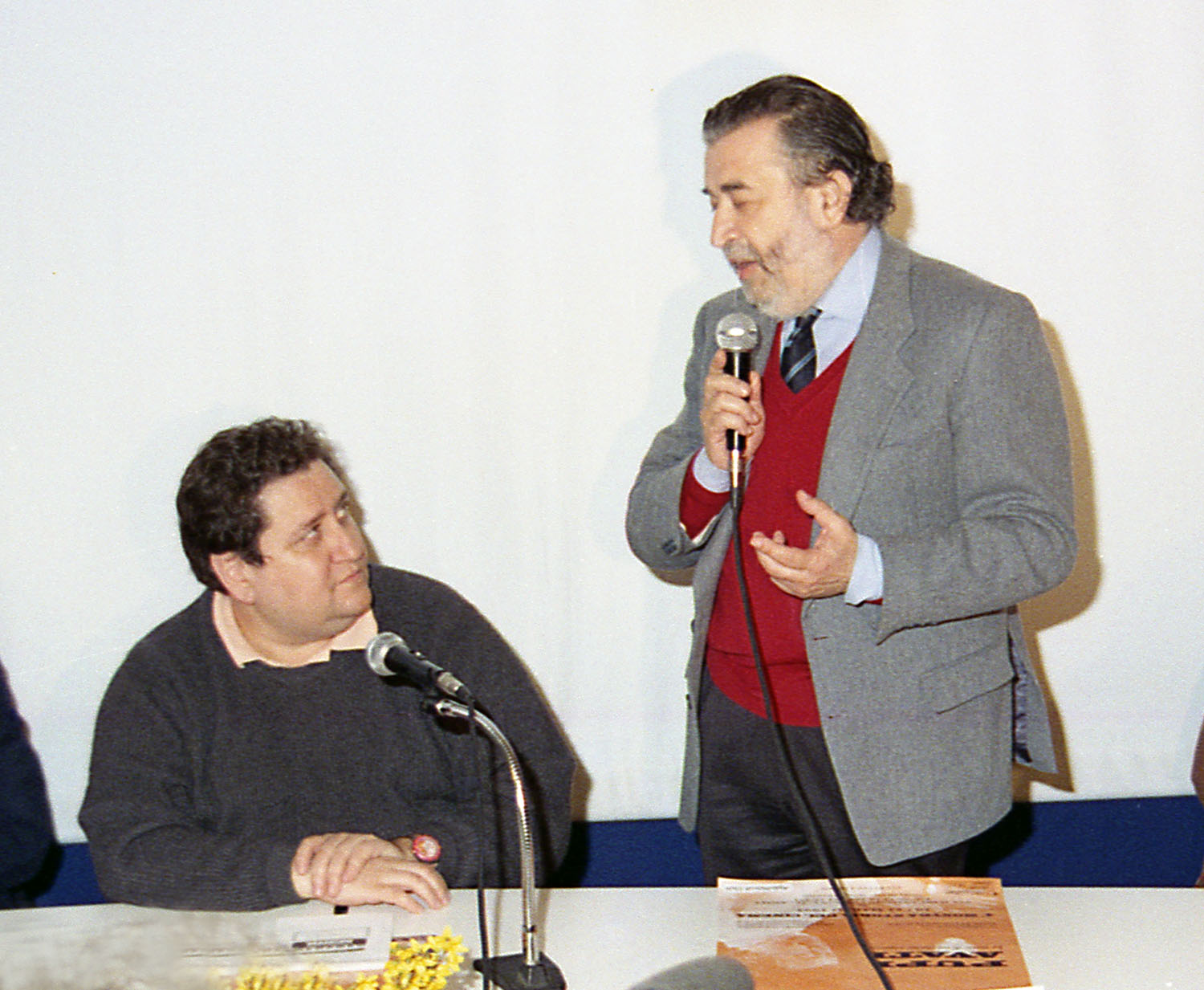
Vincenzo Mollica con Pupi Avati nel 1995

Nato a Formigine, in provincia di Modena, ad appena tre mesi di vita raggiunse il padre Pasquale, già stretto collaboratore di Benigno Zaccagnini, in Canada, paese di cui ha il passaporto, per poi ritornare in Italia dopo sette anni, a Motticella, frazione di Bruzzano Zeffirio, paese di origine del genitore.
Amante sin da ragazzo di fumetti e di cinema, e affascinato dalla canzone d'autore, ha compiuto gli studi di scuola superiore al liceo classico di Locri. Si è laureato in giurisprudenza presso l'Università degli Studi di Urbino dopo aver trascorso i quattro anni del corso legale nel Collegio Augustinianum dell'Università Cattolica di Milano.
Nel 1980 è entrato a far parte della redazione del TG1 e ha realizzato i suoi primi servizi sui personaggi di Walt Disney, sul cantautore Francesco De Gregori e sul regista Nanni Moretti; è stato inoltre inviato speciale della Rai alla cerimonia del premio Oscar di Los Angeles, ai festival del cinema di Venezia e Cannes e a partire dal 1981 al Festival di Sanremo. Ha realizzato le trasmissioni televisive Prisma, Taratatà, Sviste e Per fare Mezzanotte.
Negli anni ottanta è stato collaboratore del Radiocorriere TV. Tra le sue altre collaborazioni con giornali e riviste, sono da ricordare Linus, il Venerdì di Repubblica, Il Messaggero, l'Unità e il suo inserto satirico, Tango.

Da sinistra: Vincenzo Mollica, Luciano Pavarotti, Lucio Dalla e Zucchero durante il primo Pavarotti & Friends del 1992

Disegnatore egli stesso, ha diretto, dal 1991 al 1995, la rivista Il Grifo e nel dicembre del 2006 ha esposto le sue opere al Complesso del Vittoriano a Roma.
Ha curato la rubrica di approfondimento sullo spettacolo del TG1, Do Re Ciak Gulp!, in onda il sabato dal 20 gennaio 1998 al 29 febbraio 2020.
Appassionato di Internet, nel 2001 ha inaugurato il suo sito ufficiale Rai, primo giornalista della TV di Stato ad avere un sito dedicato, da lui gestito insieme al collega Riccardo Corbò. Dall'esperienza del sito, nel 2006, è nato il libro DoReCiakGulp, sempre curato da Corbò.
Su Rai Radio 2 ha condotto dal 2005 al 2008 Parole parole, storie di canzoni, una serie di appuntamenti radiofonici in cui ha intervistato i grandi autori e interpreti della canzone italiana.
Nel febbraio 2019 ha dichiarato di essere diventato quasi cieco a causa di diverse patologie degenerative della vista (uveite, glaucoma, iridociclite plastica), tutte a esordio infantile, e di essere inoltre affetto dalla malattia di Parkinson (di cui aveva sofferto anche il padre) e dal diabete mellito di tipo 2.
La Rai ha posticipato la sua data di pensionamento, inizialmente prevista per il 27 gennaio 2020, al 29 febbraio successivo per consentirgli di seguire per la trentanovesima e ultima volta da inviato il Festival di Sanremo. Durante la quarta serata ha ricevuto una standing ovation da tutto il Teatro Ariston. In seguito Mollica è stato chiamato in diverse trasmissioni Rai in veste di opinionista; il 27 gennaio 2023 è stato ospite a Viva Rai2!, programma di Fiorello, per festeggiare il suo settantesimo compleanno.
Nel novembre del 2023 è apparso nel docufilm di Riccardo Milani dedicato a Giorgio Gaber: Io, noi e Gaber.
Nel 2024 Mollica ha ricevuto il David di Donatello speciale per i meriti raccolti durante la sua carriera.

## Stile e critiche
Vincenzo Mollica è celebre per il suo buonismo critico e per l'esaltazione degli intervistati di turno mediante l'impiego di ridondanti aggettivi superlativi,
tanto da far coniare ad Aldo Grasso il sostantivo “mollichismo” per indicare questi atteggiamenti. Grasso così descrive Mollica: «È un libro parlante, una sola moltitudine di arguzia e sapienza, un’intelligenza acuta che si è fatta TV. Non può neppure immaginarsi di cedere a un giudizio, a un appunto, a un dissenso. Parla sempre bene di tutti». Il termine "mollichismo" ha incontrato un certo successo per descrivere il giornalismo compiacente della stampa e della televisione, che di fatto ha sostituito la critica e ha relegato i giornalisti al ruolo di semplici addetti degli uffici stampa.
Dal canto suo l'interessato si è definito "cronista" (e non critico), giustificando le sue recensioni sempre molto positive col fatto di avere parlato solo di quello che gli piaceva.

## Vita privata
È sposato con Rosa Maria Guglielmi dal 1977. Dall'unione è nata una figlia, Caterina.

## Citazioni
- Nel 1995 nel numero di Topolino 2074 è uscita la storia Paperino Oscar del centenario in cui appare "Vincenzo Paperica", giornalista chiaramente ispirato a lui. In seguito il personaggio, nato dalla mano di Andrea Pazienza nel 1984,[14][15] è apparso in numerose storie disneyane, diverse delle quali scritte dallo stesso Mollica.[16] In un'intervista al Corriere della Sera, lo stesso giornalista ha affermato di volere sulla lapide la citazione "Qui giace Vincenzo Paperica, che tra gli umani fu Mollica" e una foto del suo alter ego disneyano.[17]

- Mollica è anche uno dei protagonisti del fumetto Viaggio a Tulum di Milo Manara, su sceneggiatura di Federico Fellini e Tullio Pinelli.

## Doppiaggio
- Chien-Po (dialoghi) in Mulan (film 1998)

## Opere
- Enzo Jannacci. Un clown allampanato, fulmineo e folle, Poggibonsi, A. Lalli, 1979.
- Grazie per l'ascolto e buonasera, con Guido Hugues, Poggibonsi, A. Lalli, 1979.
- Guido Crepax, a cura di e con Mauro Paganelli, Montepulciano, Editori del Grifo, 1980.
- Hugo Pratt, a cura di e con Mauro Paganelli, Montepulciano, Editori del Grifo, 1980.
- Ma il maccherone mio non muore. Indagine ricreativa di cultura e varia umanità, con Claudio Castellacci, Poggibonsi, A. Lalli, 1980.
- Dedicated to Corto Maltese, a cura di, Montepulciano, Editori del Grifo, 1981.
- Dino Battaglia, a cura di, Montepulciano, Editori del Grifo, 1981.
- Francesco Guccini, a cura di, Roma, Lato side, 1981.
- Domenico Modugno, a cura di, Roma, Lato side, 1981.
- Renato Carosone, a cura di, Roma, Lato side, 1981.
- Un mocambo per Paolo Conte, a cura di, Firenze, Il candelaio, 1981.
- Fred Buscaglione forever, a cura di e con Claudio Castellacci, Firenze, Il candelaio, 1981.
- Milo Manara, Andrea Pazienza, a cura di, Montepulciano, Editori del Grifo, 1982.
- Le canzoni di Paolo Conte, a cura di, Roma, Lato side, 1982.
- Totò, a cura di, Roma, Lato side, 1982.
- Sergio Endrigo, a cura di, Roma, Lato side, 1982.
- Noi i cantautori, a cura di e con Sergio Sacchi, Roma, Lato side, 1982.
- Marilyn. Immagini, poesie, canzoni, a cura di e con Marco Giovannini, Roma, Lato side, 1982.
- Brigitte, con Marco Giovannini, Roma, Lato side, 1983.
- Louise Brooks tra le nuvole parlanti, a cura di, Roma-Montepulciano, Libreria Adria-Editori del Grifo, 1983.
- Roulette. Brivido & azzardo, Sanremo, Casinò municipale Sanremo, 1983.
- Altan, a cura di, Montepulciano, Editori del Grifo, 1984.
- Il fumetto e il cinema di Fellini, a cura di, Montepulciano, Editori del Grifo, 1984.
- Louise Brooks. Una fiaba notturna, a cura di, Montepulciano, Editori del Grifo, 1984.
- Tanino Liberatore, a cura di, Montepulciano, Editori del Grifo, 1984.
- Marlene Dietrich & Betty Boop, a cura di, Montepulciano, Editori del Grifo, 1985.
- Attilio Micheluzzi, a cura di e con Mauro Paganelli, Montepulciano, Editori del Grifo, 1986.
- Chez Joséphine. Omaggio a Joséphine Baker, a cura di, Montepulciano, Editori del Grifo, 1987.
- Le donne di Corto Maltese, Montepulciano, Editori del Grifo, 1987.
- L'erotismo nell'arte di Milo Manara, Montepulciano, Editori del Grifo, 1987.
- Le seduzioni di Biancaneve, Montepulciano, Editori del Grifo, 1989. ISBN 88-7773-013-7.
- Hotel Habanera, con Paolo Conte e Cinzia Leone, Montepulciano, Editori del Grifo, 1990. ISBN 88-7773-086-2.
- Viaggio a Tulum. Da un soggetto di Federico Fellini per un film da fare, a cura di, disegni di Milo Manara, Milano, Rizzoli-Milano libri, 1990. ISBN 88-17-81118-1.
- Barba, capelli e... Almanacchi e calendarietti d'Italia, a cura di, Roma, LDM Edizioni, 1992.
- Tanino Liberatore, Plasmando, a cura di Vincenzo Mollica, Montepulciano, Editori del Grifo, 1992. ISBN 88-7773-157-5.
- Fellini sognatore. Omaggio all'arte di Federico Fellini, a cura di, Montepulciano, Editori del Grifo, 1992. ISBN 88-7773-164-8.
- Paginette scomposte, Montepulciano, Editori del Grifo, 1992. ISBN 88-7773-167-2.
- Il viaggio di G. Mastorna detto Fernet, testi di Federico Fellini, disegni di Milo Manara, a cura di Vincenzo Mollica, Montepulciano, Editori del Grifo, 1995. ISBN 88-7773-248-2.
- Andrea Pazienza. Antologica. Palazzo Re Enzo, 5 Ottobre-16 Novembre 1997, mostra a cura di e con Michele e Mariella Pazienza, Milano, Baldini & Castoldi, 1997. ISBN 88-8089-377-7.
- Paz. Scritti, disegni, fumetti, a cura di, Torino, Einaudi, 1997. ISBN 88-06-14599-1.
- Segni Benigni, a cura di e con Associazione Lido degli Aranci Grottammare, Castiglione del Lago, Edizioni Di, 1997. ISBN 88-87070-07-5.
- Segni Fo, a cura di e con Associazione Lido degli Aranci Grottammare, Castiglione del Lago, Edizioni Di, 1998.
- Romanzetto esci dal mio petto, Torino, Einaudi, 1998. ISBN 88-06-14986-5.
- Le forbici di Paolino, con Mauro Cicarè, Castiglione del Lago, Edizioni Di, 1999.
- Segni De André, con Pepi Morgia, Castiglione del Lago, Edizioni Di, 1999. ISBN 88-87070-22-9.
- Fellini. Parole e disegni, Torino, Einaudi, 2000. ISBN 88-06-15410-9.
- Francesco Guccini. Parole e canzoni, a cura di, con VHS, Torino, Einaudi, 2000. ISBN 88-06-15712-4.
- Nancy Brilli; Sabrina Ferilli, a cura di, Castiglione del Lago, Edizioni Di, 2001.
- Segni Moretti, a cura di e con Associazione Lido degli Aranci Grottammare, Castiglione del Lago, Edizioni Di, 2001. ISBN 88-87070-57-1.
- Fellini sognato, a cura di, Castiglione del Lago, Edizioni Di, 2002. ISBN 88-7390-035-6.
- Milo Manara, Pin-up art, a cura di Vincenzo Mollica, Torino, Einaudi, 2002. ISBN 88-06-15997-6.
- Sofia Loren, a cura di, Castiglione del Lago, Edizioni Di, 2002. ISBN 88-7390-036-4.
- Più bella della poesia è stata la mia vita, a cura di, con VHS, Torino, Einaudi, 2003. ISBN 88-06-16505-4.
- Strip, strip, hurrà!, Torino, Einaudi, 2003. ISBN 88-06-16562-3.
- Paolo Conte. Parole e canzoni, a cura di, con VHS, Torino, Einaudi, 2003. ISBN 88-06-16569-0.
- Franco Battiato. Parole e canzoni, a cura di, con VHS, Torino, Einaudi, 2004. ISBN 88-06-16913-0.
- Francesco De Gregori. Parole e canzoni, a cura di, con DVD, Torino, Einaudi, 2004. ISBN 88-06-16913-0.
- Sordi segreto. Un italiano a Roma, a cura di e con Alessandro Nicosia, Roma, Gangemi, 2004. ISBN 88-492-0628-3.
- Enzo Jannacci. Parole e canzoni, a cura di, con DVD, Torino, Einaudi, 2005. ISBN 88-06-17620-X.
- Pratt & Corto. Storie di disegni, Torino, Einaudi, 2005. ISBN 88-06-17668-4.
- Claudio Baglioni. Parole e canzoni, a cura di, con DVD, Torino, Einaudi, 2005. ISBN 88-06-17933-0.
- Fellini, a cura di e con Irina Antonova e Alessandro Nicosia, Roma, Comunicare Organizzando, 2005.
- DoReCiakGulp, a cura di Riccardo Corbò, Roma, Rai-Eri, 2006. ISBN 88-397-1328-X
- Guccini. Parole e canzoni, a cura di, con DVD, Torino, Einaudi, 2007. ISBN 978-88-06-17223-7.
- Favoletta ristretta si fa leggere in fretta, Torino, Einaudi, 2008. ISBN 978-88-06-19194-8.
- Scritto a mano pensato a piedi. Aforismi per la vita di ogni giorno, Roma, Rai Libri, 2018. ISBN 978-8839717528
- L'Italia agli Oscar, racconto di un cronista, Roma, Luce Cinecittà-EdizioniSabinae, 2019, a cura di Steve Della Casa, ed. italiano/inglese.
- Tre Canzonacce Leggere Come Frescacce, Album in vinile, Leart Culture, 2024 [18]

## Onorificenze

### Riconoscimenti
- 2019 – Premio Pietro Bianchi[20][21][22]

- 2022 – Microfono d'Oro (Premio Siae)

- 2022 – Ambasciatore della Parola (Festival della Parola)

- 2022 – Cittadinanza onoraria del comune di Città di Castello
- 2024 – David di Donatello speciale[5]